# 버블 붕괴
버블 붕괴(일본어: バブル崩壊 바부루호카이[*])는 일본의 거품 경제가 1990년대 초반에 종료된 것을 의미한다. 그 뒤에 이어진 불황을 연도에 따라 잃어버린 10년, 잃어버린 20년, 잃어버린 30년 등으로 부르고 있다.
통상의 경기변동처럼 약 5년을 주기로 호경기와 불경기가 교차하는 숏텀디플레이션과 5년 이상 최대 30년 이상 지속되는 불경기를 롱텀디플레이션이리고 명명하고 그 대책을 따로이 세워야 한다.즉 이제는 롱텀 디플레이션 전쟁을 치뤄야 한다. 그 당시 즉 일본의 롱텀디플레이션 초기 진입시기인, 1990년 주식 가격과 부동산 가격 급락으로 수많은 기업과 은행이 도산하였고 그로 인해 일본은 10년 넘게 0%의 성장률을 기록하였다. 잃어버린 10년은 거품 경제 후유증의 대표적인 예로 거론된다.

## 원인 및 배경

### 1980년대 이전의 경제
1950년 한국 전쟁 발발과 1951년 미일안전보장조약에 의해 미국은 일본의 군수 산업에 엄청난 투자를 하였다. 이것은 일본 내 다른 산업에도 영향을 미쳐 1950년대 일본은 연평균 10%를 웃도는 경제 성장률을 보이게 되었다. 또한 일본 정부는 기업들이 투자 자금을 쉽게 확보할 수 있도록 저축 장려 정책을 펼쳤는데, 이것은 높은 투자 증가율로 이어졌다. 1960년 안보투쟁의 위기를 넘긴 일본은 성공적인 1964년 도쿄 하계 올림픽 개최, 경제 협력 개발 기구(OECD) 가입으로 세계 선진국 대열에 합류할 수 있었다.
이러한 일본의 경제 호황은 1970년대에도 이어졌다. 1970년대의 두 차례 석유위기로 인해 일본 경제는 잠시 주춤하는 듯 보였으나, 일본 자동차가 타국 자동차보다 연비가 뛰어나다는 것이 알려지면서 자동차 산업을 중심으로 수출이 가파르게 성장하였다. 비록 리쿠르트 사건과 록히드 사건으로 인해 집권 자민당 내각이 퇴진하는 등 정치적 혼란이 있었지만 1970년대 일본은 높은 경제 성장률을 보였다.

### 플라자 합의
1970년대 두 차례의 석유파동, 특히 1978년의 제2차 석유파동은 미국 경제에 심각한 타격을 줘 70년대 미국은 깊은 경제 불황에 빠져 있었다. 1980년대 초, 당시 미국 대통령이던 로널드 레이건은 개인소득세를 대폭 감면하는 내용의 레이거노믹스 경제 정책을 시행하였는데, 이 정책은 초기에 큰 성공을 거두어 물가 상승률과 실업율이 대폭 감소하였으며 무역 적자도 해소되었다. 하지만 경기가 회복됨에 따라 미국의 무역적자 규모는 방대해졌으며 결국 레이건 정부는 1985년 9월 2일 미국 뉴욕 플라자 호텔에서 열린 G5회담에 압력을 넣어 ‘달러의 평가절하와 독일 마르크화, 일본 엔화의 평가절상’을 주된 내용으로 하는 플라자 합의를 발표하였다. 플라자 합의가 발표되자 환율 시장은 즉각적인 반응을 보였다. 플라자 합의 후 일주일 만에 독일 마르크화는 약 7%, 엔화는 8.3% 절상되었지만, 달러 가치는 급속도로 하락하여 1987년의 달러 가치는 1985년의 약 70%밖에 되지 않았다. 덕분에 미국은 강력한 수출경쟁력을 갖췄지만 독일과 일본은 수출에 막대한 타격을 입게 되었다.

### 거품 경제
지난 30년동안의 장기 호황은 1980년대에도 계속되었다. 플라자 합의 전, 엔화 가치는 실제보다 훨씬 저평가 되어있었다. 이로 인해 수출 업종은 호황을 누렸으며 경제 성장률은 평균 5%대를 유지하였다. 이런 호황경기에서 일본은 막대한 무역흑자를 지속했다. 또한 저축 억제정책으로 인한 저금리에도 불구, 매달 엄청난 액수의 돈이 은행으로 흘러들어갔다. 그러자 은행들은 대출 기준을 대폭 완화하여 많은 사람들이 돈을 빌릴 수 있도록 하였다. 플라자 합의 후 수출기업들이 환율의 급격한 하락으로 애로를 겪자 일본 정부는 금융완화법을 제정하여 기업들이 돈을 더 쉽게 빌릴 수 있도록 하였다. 무역흑자로 인해 유입된 막대한 외화가 자국내에서 엔화로 바뀜으로써 자금의 유동성은 지속적으로 더욱 풍부해졌고 이렇게 엄청난 액수의 돈이 시장으로 유입되지만, 이미 시장은 포화상태에 이르렀기 때문에 마땅한 투자처를 찾지 못한 투자가들은 주식과 부동산을 사들이기 시작하였다.

### 부동산가격 급등과 주식시장 버블
1980년대부터 시작된 유동성 자금의 증가는 부동산 가격의 상승을 불렀다. 또한 미국 경제의 불황과 유럽 동구권 붕괴로 인한 유럽의 경제·사회적 혼란이 그렇지 않은 일본과 대비되어 해외의 투기자금이 일본으로 쏟아져 들어가기 시작했다. 이러한 요소들 때문에 일본의 부동산 가격은 급등을 하기 시작하였고, 부동산 가격이 절정에 이르렀을 무렵 "도쿄의 땅을 다 팔면 미국을 살 수 있다"라는 말까지 나왔다. 이러한 부동산 가격급등은 "땅값은 반드시 오른다"라는 부동산불패신화를 탄생시켜 투자자들은 부동산가격이 계속 오를 것이란 믿음 하에 부동산을 구입하기 시작했다. 부동산 가격급등으로 인해 막대한 차익을 챙긴 투자자들은 또 다른 부동산을 대거 사들이는 한편 소비도 대폭 늘려 이는 '잃어버린 10년' 이전의 소비열풍으로 이어졌다. 시중에 넘쳐나는 자금유동성은 은행, 기업 등 자금을 가진 자금운용자들에게 고민을 안겨주었고, 특히 플라자합의 후 엔화의 환율 인하로 인해 수출 경기에 어려움을 겪으면서 부동산과 주식 이외에 마땅한 투자처를 찾기 힘들었다. 은행의 돈들이 부동산 투자와 주식투자 자금으로 지속적으로 대출되면서 부동산 가격거품과 주가버블은 극에 달하게 되었다. 이들 버블이 터지기 전까지는 그런 선순환이 언제까지나 이어질 거라는 환상을 가지고 있었다.

## 진행 과정
당시 일본의 수출경쟁력이 아무리 막강했다 하더라도 지속적으로 인하되는 엔화 환율은 수출경쟁력에서 일본 기업들에게 부담이 되기 시작했다. 그래서 일본 기업들은 서서히 해외에 공장을 짓는 방향으로 투자처를 변경하기 시작했다. 그리고 일본 부동산보다 싸 보이는 해외 부동산과 자산들에도 투자하게 되었다. 너무 가파르게 오른 부동산 가격과 주식도 투자가치에서 매력을 잃게 되고 가격 조정압력을 받게 되었다. 이렇게 일본은 해외에서 들어오던 무역 흑자의 유입량이 줄어들고, 시중의 돈들도 해외로 발길을 돌려 투자처로써의 매력을 잃어가기 시작했다.
일본의 1980년대 호경기는 자산가격 상승으로 인한 소득증가로 지속적인 소비가 가능했었는데, 이제 자산가격이 붕괴하기 시작하자 그 소비까지 줄어드는 현상이 나타나 기업들의 불황이 심화되게 되었다.

## 극복 과정
엄청난 자산버블에는 그 대가가 따르게 된다. 그런데 일본 정부는 그 영향을 과소평가했다. 토건업자들과 밀착성이 강한 보수정권은 경기부양을 위해 지속적으로 노력했지만 그 효과는 일시적이었으며 개혁을 위한 시간만 낭비되는 결과를 초래했다. 자산버블이 해소되기까지는 더 많은 시간을 필요로 했다. 또, 이 경기부양 과정에서의 일본 정부의 재정적자는 크게 악화되었는데 이는 장기적으로 일본의 경제체질을 약화시키고 성장가능성을 더 악화시키는 결과가 되었다.
2000년대 자유민주당 고이즈미 정권이 들어서면서 국민들에게 사태의 심각성을 알리고 진정한 고강도 개혁이 시작되었다. 그리고 그 개혁정책은 어느정도 효과를 봐 고이즈미 정권 후반기에 경기는 서서히 살아날 수 있었다. 그러나 2008년 세계 주가 대폭락으로 인해 시작된 전 세계적 경제 불황은 일본 경제에 또 다시 막대한 타격을 입혔다. 그래서 일본이 진정 불황을 극복하고 경제가 소생했는지 장담하기 어려워 '잃어버린 10년'이 '잃어버린 20년'이 될 수도 있다는 관측이 나왔다.

## 의의와 교훈
일본의 장기불황은 일본만의 특성이 담긴 경제구조와 정치경제정책의 영향이 있었지만, 전세계에 좋은 사례를 가진 연구의 케이스이기도 했다. 특히 2008년 시작된 전 세계의 경제불황은 많은 경제학자들의 시선을 일본으로 향하게 하였다. 이 불황이 자산버블붕괴로 인한 불황이기에 일본이 좋은 연구모델이 된 것이다. 미국은 버블경제가 무너졌을 때 이때의 일본과 반대의 정책을 펼쳐 빨리 극복할 수 있었다.

## 같이 보기
- 1997년 아시아 금융 위기
- 일본의 경제사
- 스태그네이션
- 취업 빙하기
- 대침체